# Spilomyia suzukii
Spilomyia suzukii är en tvåvingeart som beskrevs av Matsumura 1916. Spilomyia suzukii ingår i släktet trädblomflugor, och familjen blomflugor. Inga underarter finns listade i Catalogue of Life.